# طواف إسبانيا 1999
طواف إسبانيا 1999 هو سباق دراجات هوائية أقيم بتاريخ 4 - 26 سبتمبر، تكون السباق من 22 مرحلة وامتدّ لمسافة 3576 كم بسرعة 39.449 كم/س، استغرق السباق 89 ساعة 52 دقيقة 03 ثانية. فاز به يان أولريش.

## الترتيب
| م                     | الدرّاج     | البلد   | الزمن                     |
| --------------------- | ---------- | ------- | ------------------------- |
| الفائز بالترتيب العام | يان أولريش | ألمانيا | 89 ساعة 52 دقيقة 03 ثانية |